# アメリカ地中海

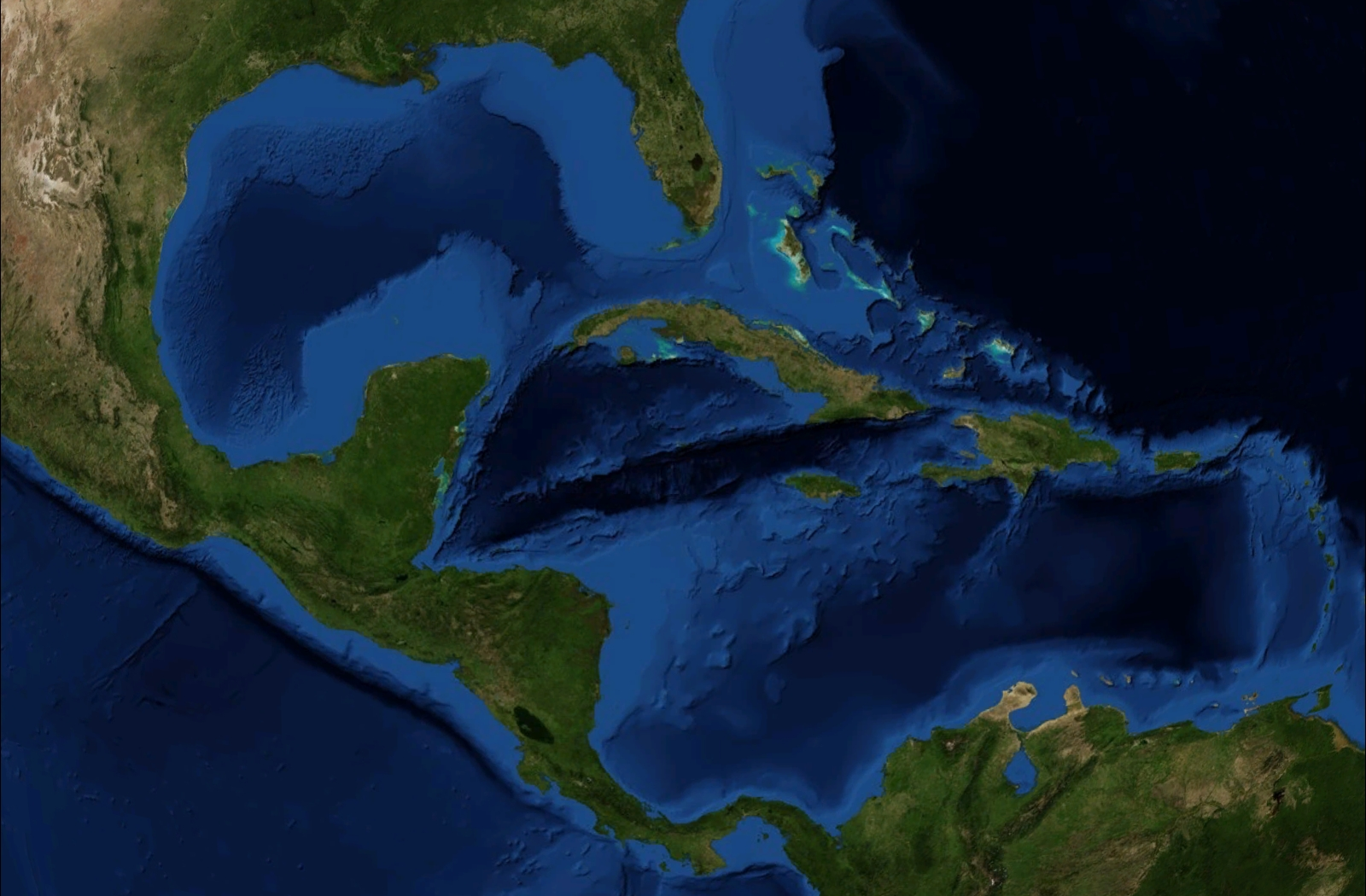
アメリカ地中海の衛星画像

アメリカ地中海（アメリカちちゅうかい、英: American Mediterranean Sea）は、北アメリカ大陸と南アメリカ大陸に挟まれた、カリブ海とメキシコ湾からなる海洋である。
表面積は約430万km2（カリブ海275.4万km2+メキシコ湾160万km2）。
2つの海はユカタン半島とキューバ島で区切られている。大西洋とは西インド諸島で区切られている。